# 周家椿
周家椿（1583年—？年），字世慕，號愛日，福建泉州府同安縣人，明朝政治人物。

## 生平
萬曆三十四年（1606年）丙午科福建乡试第四十五名舉人，萬曆三十八年（1610年）庚戌科會試五十五名，第三甲第十九名進士。工部觀政，授浙江寧波府推官，摄府事，又摄鄞县事，因丁母憂回鄉，四十四年補紹興府推官，四十六年任本省同考官。有政声，升吏部主事，历员外郎、郎中，因得罪权贵去職。

## 家族
曾祖周益。祖父周英，正德八年癸酉舉人、廣東封川知縣、鄉大賓。父周宗儒，庠生、乡宾；前母葉氏，母陳氏。
兄家相；家模；家棟（庠生）；家楫；家桂。弟周起元（辛丑進士）；周爾發（同榜進士）；起隆（監生）；家鵬；家楨。
子周士夔；周士龍；周士稷；周士契。